# Autoroute A 35
Die Autoroute A 35, eine Autobahn in Frankreich, auch als Autoroute des Cigognes (deutsch Autobahn der Störche) bezeichnet, stellt die zentrale Nord-Süd-Achse des Elsass dar und hat eine Gesamtlänge von 176 Kilometern. Die Benutzung der A 35 ist mautfrei.

## Verlauf
Von Norden gesehen beginnt die A 35 am französisch-deutschen Grenzübergang bei Lauterbourg (Grenze zu Rheinland-Pfalz, Ende der B 9) und führt sodann meist in südlicher bis südwestlicher Richtung durch das Elsass über Straßburg, Schlettstadt, Colmar, Mülhausen und den Flughafen Basel-Mülhausen zur Schweizer Grenze bei Saint-Louis. Dort geht sie über die Basler Nordtangente in die Schweizer Autobahn A3 über.
Zwischen Houssen und Guémar ist die Autobahn unterbrochen, in diesem Bereich ist die Schnellstraße N 83 vierspurig ausgebaut. Diese soll zur Autobahn ausgebaut werden und Teil der A 35 werden. Ihre Gesamtlänge wird nach Abschluss der Arbeiten 187 km betragen.
Zwischen den Anschlussstellen Geispolsheim und Obernai fehlte bis zur Freigabe Ende 2010 ein etwa zwei Kilometer langes Teilstück.
Die A 35 ist eine der wichtigsten Verkehrsverbindungen entlang des Oberrheins. Das rechtsrheinische Gegenstück zur A 35 ist die A 5 in Deutschland. Die A 35 ist Teil der Europastraße 25 (Niederlande – Korsika – Sizilien) und zu einem kleinen Teil zwischen Mülhausen und Basel auch der E 60 (Bretagne – Zentralasien).

## Westumfahrung Straßburg
Eine mautpflichtige Westumfahrung von Straßburg unter der Bezeichnung A 355 wurde seit 2020 gebaut und im Dezember 2021 eröffnet. Sie führt vom südlichen Abschnitt der A 35 bei Geispolsheim nach Norden zum Autobahnkreuz Hœrdt mit der A 4/A 35. Am 1. Januar 2021 wurde im Zusammenhang mit der Westumgehung der Abschnitt der A 35 vom Ende der A 4 in Strasbourg und dem künftigen Autobahnkreuz Duppigheim zur M 35 abgestuft.

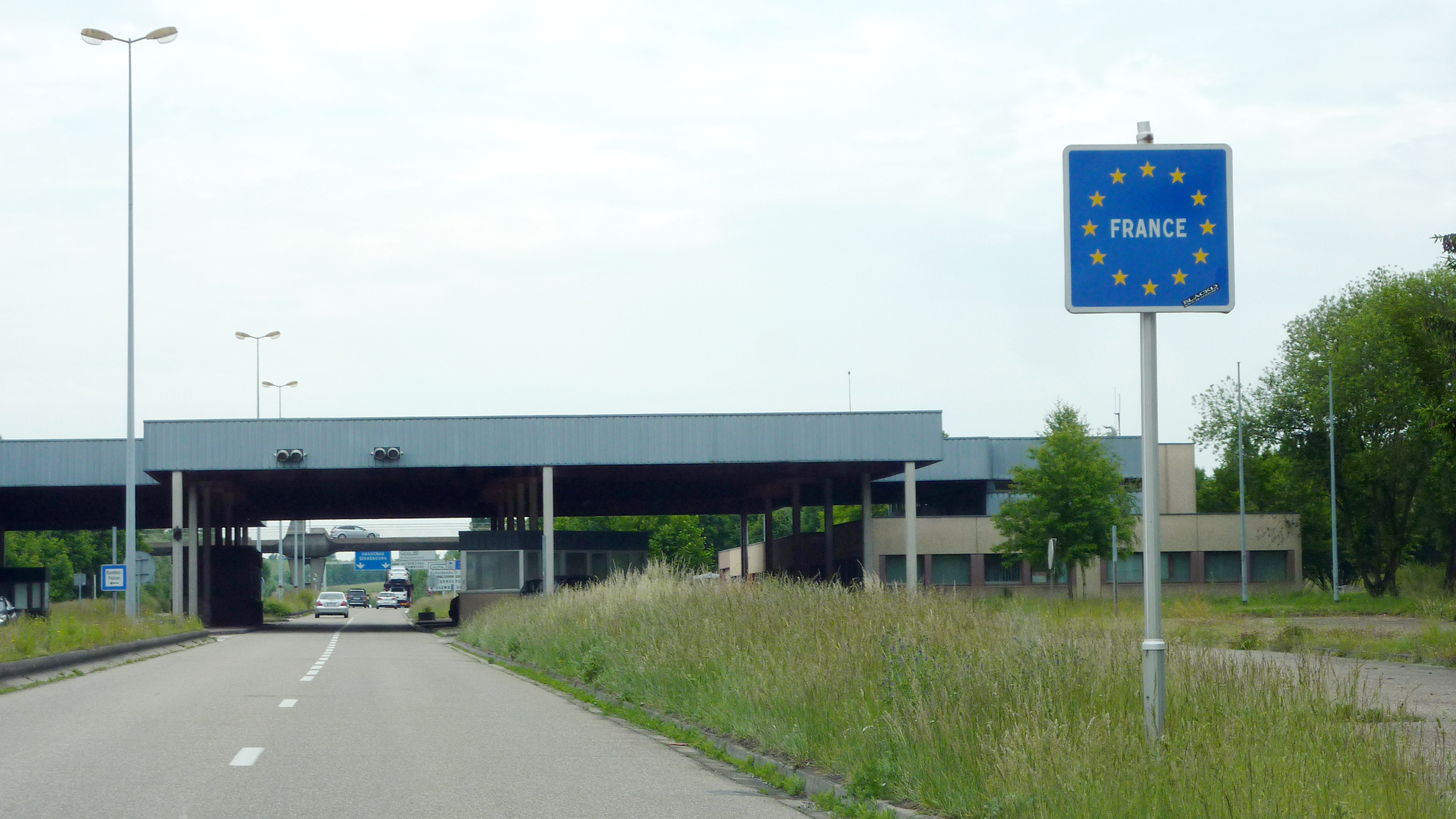
Übergang von der B 9 zur Autoroute A 35
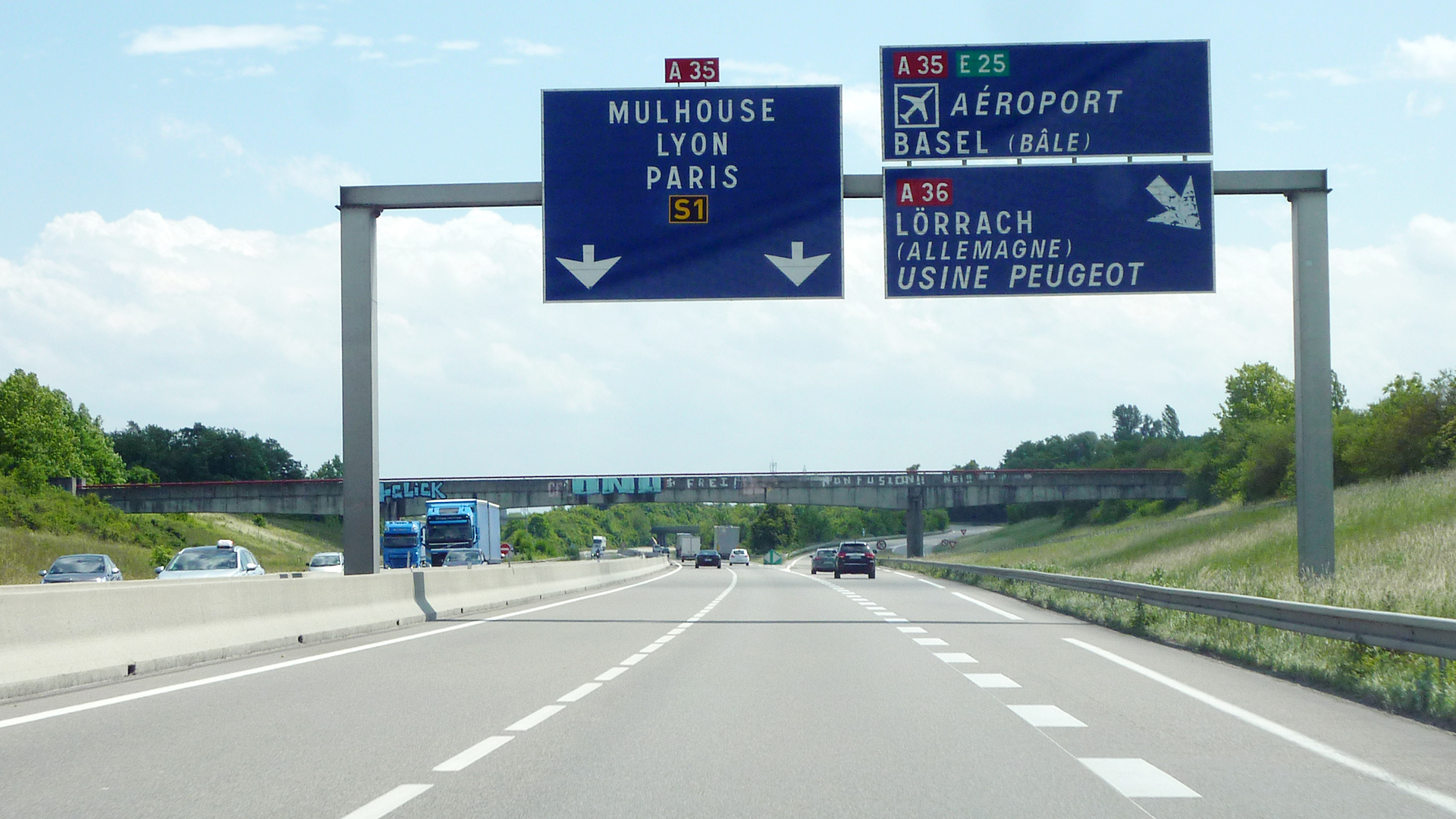
Kreuzung der A 35 mit der A 36
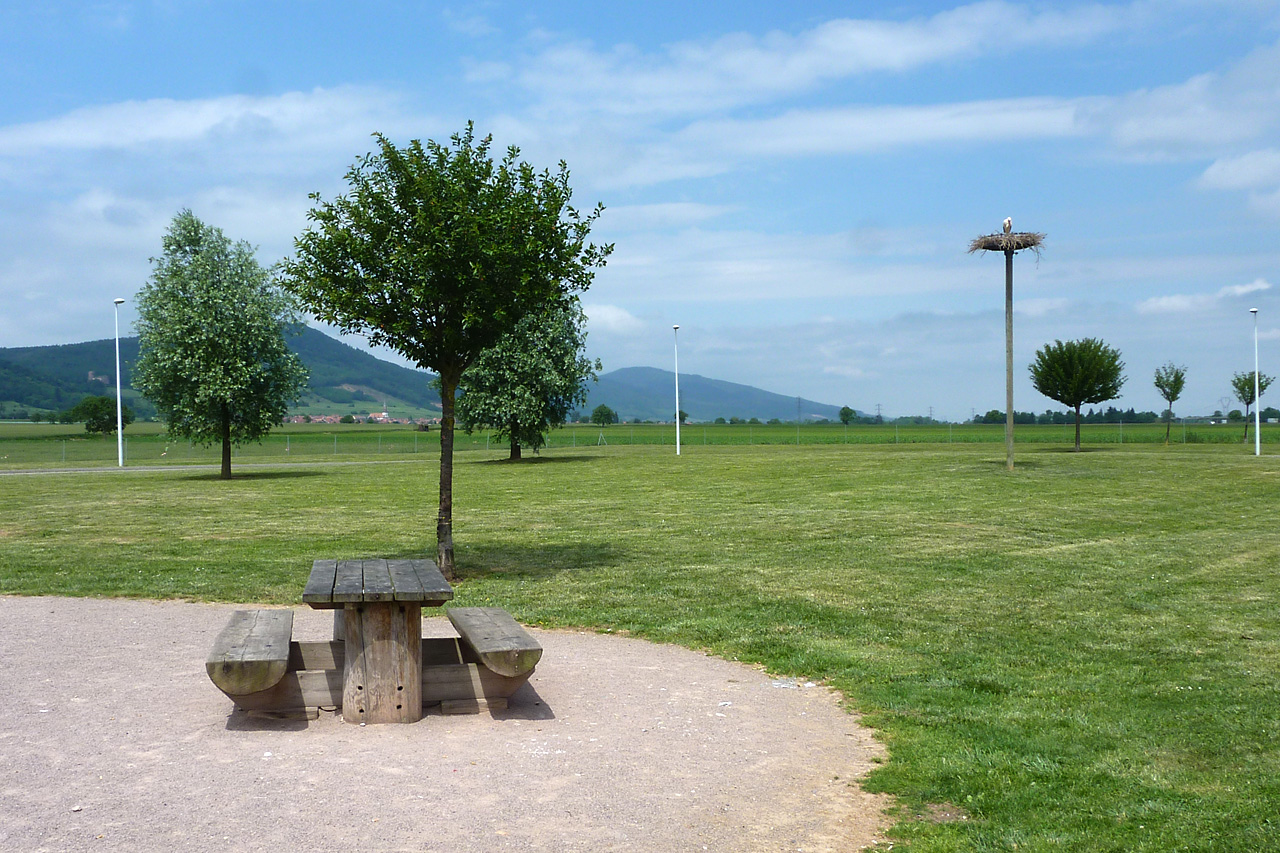
Storchennest an der Raststätte Haut Koenigsbourg